# Coronete de Carlos, Príncipe de Gales

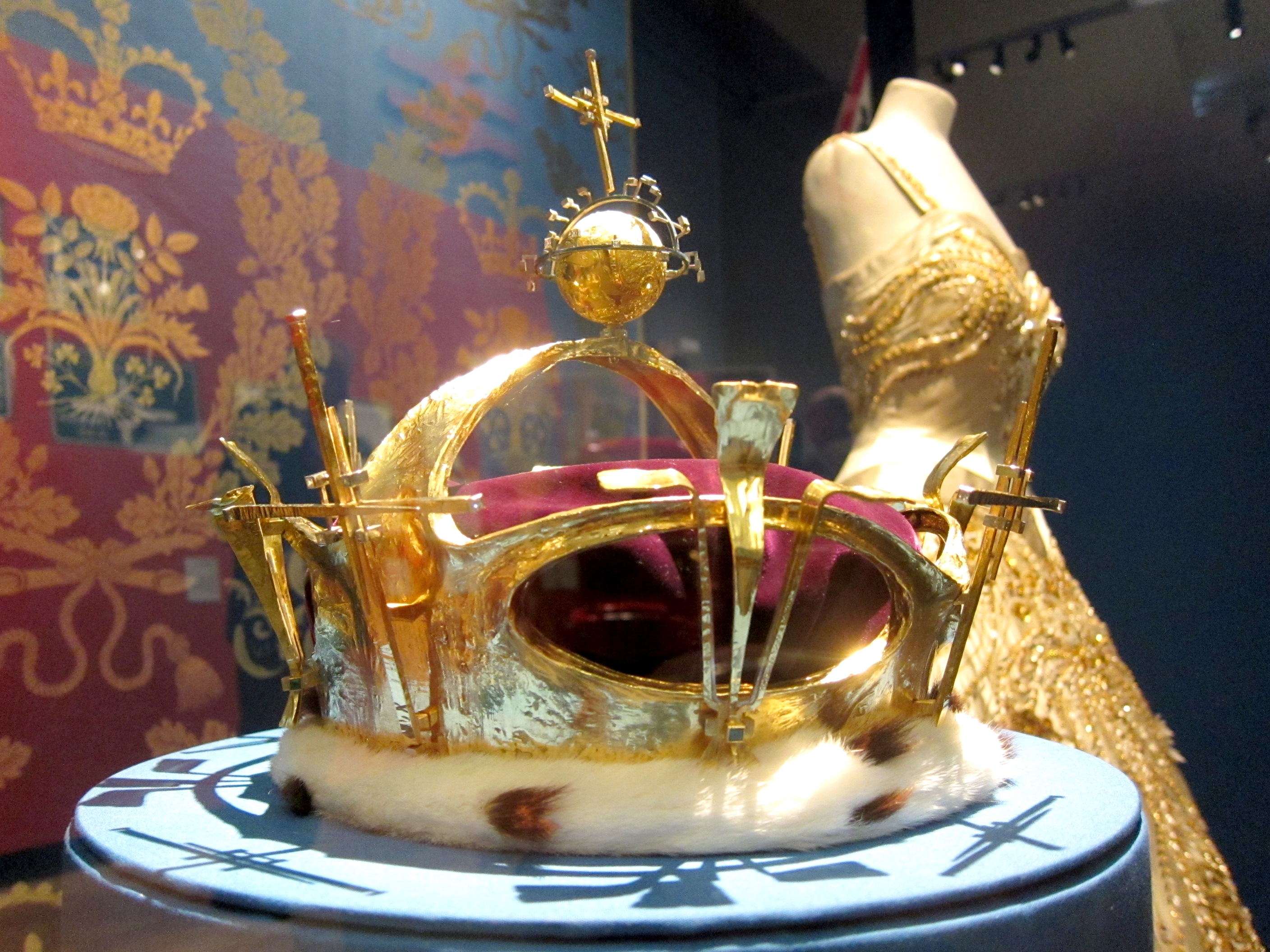
Em exibição no Victoria & Albert Museum, 2012.

A Coronete de Carlos, Príncipe de Gales (em inglês: Coronet of Charles, Prince of Wales) é uma pequena coroa que faz parte das Honras de Gales. A coroa de ouro, com diamantes incrustados em platina, foi feita e usada pelo rei Carlos III em sua investidura como príncipe de Gales em 1969. Desenhada pelo artista Louis Osman, a coroa foi um presente da Worshipful Company of Goldsmiths para a mãe do príncipe, a Rainha Isabel II. Foi descrito como moderno, mas sua forma é tradicional. A coroa está em exibição permanente na Jewel House na Torre de Londres.

## Fundo
Quando o ex-rei Eduardo VIII foi para o exílio como duque de Windsor em 1936 após sua abdicação, levou consigo a coroa de Jorge, Príncipe de Gales – um ato altamente controverso. Esta coroa foi especialmente criada para o Rei Jorge V, quando Príncipe de Gales, que a usou na coroação de seu pai em 1902. O filho de Jorge, Eduardo, quando Príncipe de Gales, a usou na coroação de seu pai em 1911. Em 1969 , foi julgado impraticável acusar o ex-rei de efetivamente roubar a coroa, que seria devolvida ao Reino Unido após sua morte em 1972.
Como a coroa de 1902 não estava disponível e a coroa de Frederico, Príncipe de Gales foi considerada inutilizável devido à sua idade, uma nova coroa teve que ser feita para a investidura de Carlos, Príncipe de Gales. Ele havia sido nomeado Príncipe de Gales em 1958, mas a cerimônia formal de posse foi realizada alguns meses antes de seu 21º aniversário. Hoje, as coroas de Frederico e Jorge fazem parte das Joias da Coroa do Reino Unido em exibição na Torre de Londres.

## Design

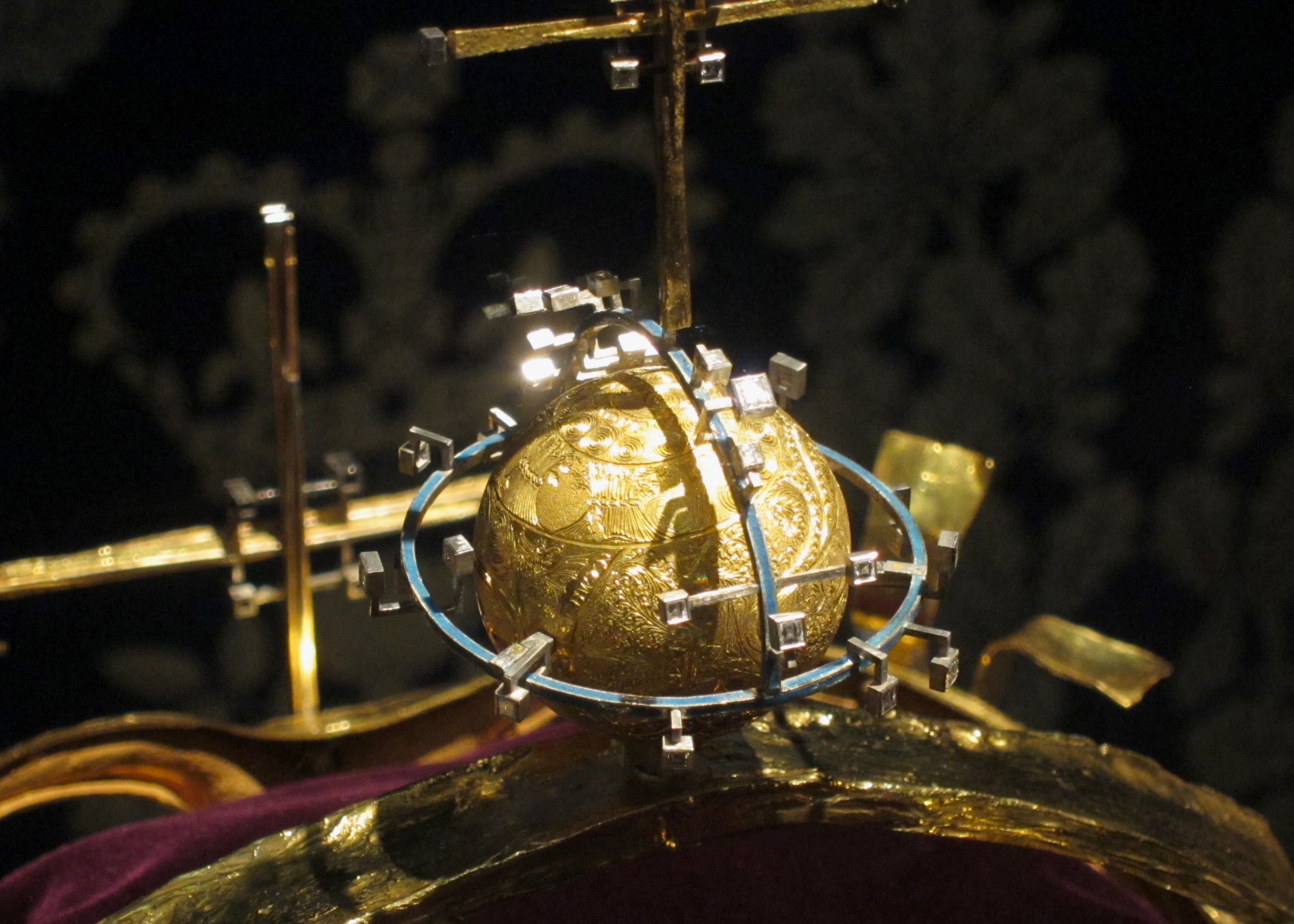
Detalhe do orbe, representando o mundo

A coroa segue a forma estabelecida pelo rei Carlos II em 1677, tendo apenas um arco em vez dos tradicionais dois arcos ou quatro meios-arcos das coroas dos monarcas britânicos para mostrar que o príncipe de Gales é inferior ao monarca, mas supera o outro príncipes e duques reais. Embora baseada nesse design tradicional, a coroa tem um visual futurista que era popular na década de 1960 e foi criada pelo excêntrico designer Louis Osman.
No centro do arco está um monde (que na verdade é uma bola de pingue-pongue folheada a ouro) gravada com a insígnia do Príncipe de Gales por Malcolm Appleby, encimada por uma cruz simples. Orbitando o monde estão treze diamantes quadrados incrustados em platina dispostos como a constelação de Escorpião – o signo do Príncipe de Gales. Dentro da base de ouro texturizado de 24 quilates está uma tampa de veludo roxo forrada com arminho. Ao redor da base estão quatro cruzes e quatro flores-de-lis abstratas em ouro de 22 quilates (extraído no Vale Mawddach em Merionethshire, foi o último ouro galês mantido em estoque por Johnson Matthey) esparsamente decorado com diamantes e esmeraldas. Os diamantes na base representam os sete pecados capitais e os sete dons do Espírito Santo. No total, a coroa tem 75 diamantes e 12 esmeraldas – branco e verde são as cores nacionais do País de Gales – e pesa 1,36 kg (3 lb). Ele mede 26,5 centímetros (10,4 pol) de altura e 28,8 centímetros (11,3 pol) de diâmetro no ponto mais largo.
Quando Osman revelou a coroa em Londres, ele a descreveu como "algo moderno".

## Manufatura
A estrutura foi feita por galvanoplastia de ouro no interior de um molde de resina epóxi. A B. J. S. Electroplating Co., uma empresa de eletro-formação de metais preciosos, foi contratada pela Worshipful Company of Goldsmiths para fazer um molde de poliéster reforçado com fibra de vidro de um modelo de cera da coroa que Louis Osman havia feito usando um modelo de madeira. A partir deste molde foi produzido um molde negativo de resina epóxi. B. J. S. envolveu a Engelhard Industries para auxiliar na eletroformação do molde. David Mason era chefe de pesquisa da Engelhard e recebeu a tarefa de fazer a eletroformação na sede da empresa em Forest of Dean. Até então, a eletroformação de um objeto desse tamanho nunca havia sido tentada em nenhum lugar do mundo, e foi a primeira coroa a ser feita dessa maneira.

## Uso
A Worshipful Company of Goldsmiths apresentou a coroa à Rainha Isabel II para a investidura, que foi realizada no Castelo de Caernarfon em 1º de julho de 1969.
As coroas dos Príncipes de Gales raramente são usadas. A Coronete de Frederico, Príncipe de Gales nunca foi realmente usada por Frederico; e a coroa de Jorge, Príncipe de Gales, raramente era usada por Jorge, mais tarde rei Jorge V, e por Eduardo, mais tarde rei Eduardo VIII. O rei Carlos III não usa sua coroa desde sua investidura; a coroa foi carregada antes dele quando assumiu seu assento na Câmara dos Lordes em 1970.
A coroa foi emprestada ao Museu Nacional e Galeria do País de Gales em Cardiff pela Rainha Isabel II em 1974. Foi armazenada no Palácio de St. James, Londres em 2011. A coroa e a haste foram colocadas em exibição permanente na Jewel House em a Torre de Londres em 2020.